# Csingtao Huanghaj
A Csingtao Huanghaj Football Club (kínaiul: 青岛黄海足球俱乐部, pinjin átírásban: Qīngdǎo Huánghǎi Zúqiú Jùlèbù, nyugatias átírásban: Qingdao Huanghai Football Club) 2013. január 29-én alapított kínai labdarúgóklub. Székhelye Csingtao (Qingdao) városában, Santung (Shandong) tartományban található. Otthonául a 45 000 néző befogadására alkalmas Csingtaói Kuohszin (Qingdaói Guoxin) Stadion szolgál. Miután 2019-ben megnyerték a kínai League One, azaz a másodosztály küzdelmeit, a 2020-as szezontól az élvonalban, a Szuperligában szerepelnek.

## A klub története
A Csingtao Huanghaj (Qingdao Huanghai) csapatát 2013. január 29-én alapították Santung (Shandong) tartomány csapatának egykori tagjai, játékosai, köztük Csi Vu-seng (Qi Wusheng) elnök, Hao Haj-tung (Hao Haidong) és Szu Mao-csen (Su Maozhen) ügyvezető igazgatók. A Qingdao Central Plaza Business Management Co., Ltd. vállalata 20 millió jüan (yuan)nyi pénzügyi támogatást nyújtott az újonnan létrejött klubnak, amely a Hajniu (Hainiu) (海牛) nevet választotta magának, ami azt jelenti: „tengeri bikák”. Tette mindezt annak ellenére, hogy a nevet korábban viselte már egy másik klub, 1994 és 2004 között. A csapat rögtön első évében domináns teljesítményt nyújtott a kínai harmadosztályban, és bejutott a bajnokság play-off döntőjébe a Sencsen (Shenzhen) Fengpeng csapatát legyőzve. Ott a Hopej (Hebei) ellen 3–1-es győzelmet aratva feljutott a másodosztályba, emellett pedig több millió jüan bevételre tett szert.
2015. január 31-én a Qingdao Huanghai Pharmaceutical Co., Ltd. 51%-os részesedést vásárolt a klubból. 2015. július 3-án Goran Gogić, a csapat szerb játékosa összeesett az edzésen, elvesztette az eszméletét, majd még aznap elhunyt. A 2015-ös másodosztályú szezonban a Csingtao (Qingdao) a 11. helyen végzett. 2015. december 30-án a klub Csingtao Huanghaj (Qingdao Huanghai) Football Clubra változtatta a nevét, miután a Qingdao Huanghai Pharmaceutical Co., Ltd. 90,625%-os részesedést vásárolt a klubból. A következő, 2016-os idényben a spanyol Jordi Vinyals vezetőedző irányításával 59 pontot ért el a csapat a bajnokságban és harmadik helyen végzett a tabellán, így éppen hogy nem sikerült kiharcolni a feljutást az élvonalba.
A következő két szezonban a csapat egyaránt közel került az osztályváltáshoz, de végül mindkét alkalommal a negyedik helyen végzett a tabellán. 2019 júliusában szerződtették a Manchester City egykori játékosát, a többször is az év afrikai labdarúgójának választott Yaya Tourét. A 2019-es szezonban a Csingtao (Qingdao) megnyerte a másodosztály küzdelmeit, így a 2020-as szezontól kezdve a kínai élvonalban, a Szuperligában szerepel.

### A csapat főszponzorainak és elnevezéseinek listája
| Időszak   | Főtámogató | A klub neve           | Teljes csapatnév                                           |
| --------- | --- | --------------------- | ---------------------------------------------------------- |
| 2013–14   | Qingdao Central Plaza Business Management Co., Ltd.                                                                         | Qingdao Hainiu F.C.   | Csingtao Hajniu (Qingdao Hainiu)                           |
| 2015      | Qingdao Huanghai Pharmaceutical Co., Ltd.(51%) Qingdao Central Plaza Business Management Co., Ltd.(49%)                     | Qingdao Hainiu F.C.   | Qingdao Huanghai Pharmaceutical                            |
| 2016–2018 | Qingdao Huanghai Pharmaceutical Co., Ltd. (90.625%) Egyéb (9.375%)                                                          | Qingdao Huanghai F.C. | Csingtao Huanghaj (Qingdao Huanghai)                       |
| 2019–     | Shenzhen Hengye Investment Group Co., ltd. (63.625%) Qingdao Huanghai Health Industry Group Co., ltd. (27%) Others (9.375%) | Qingdao Huanghai F.C. | Csingtao Huanghaj Csingtao (Qingdao Huanghai Qingdao) Port |

## A klub eredményei
A 2019-es szezon végéig.
| Szezon | Bajnokság | M  | Gy | D  | V  | Lg | Kg | Gk  | Pont | #  | Fa-kupa | Szuperkupa | Nemzetközi kupa | Átlag nézőszám | Stadion                                      |
| ------ | --------- | -- | -- | -- | -- | -- | -- | --- | ---- | -- | ------- | ---------- | --------------- | -------------- | -------------------------------------------- |
| 2013   | 3         | 19 | 14 | 5  | 0  | 36 | 5  | 31  | 11   | 1  | DNQ     | DNQ        | DNQ             |                | Hungcseng Stadion (Hongcheng)                |
| 2014   | 2         | 30 | 7  | 10 | 13 | 36 | 47 | −11 | 31   | 12 | SF      | DNQ        | DNQ             | 4229           | Csingtaói Kuohszin (Qingdaói Guoxin) Stadion |
| 2015   | 2         | 30 | 7  | 12 | 11 | 26 | 39 | −13 | 33   | 11 | R2      | DNQ        | DNQ             | 5230           | Csingtaói Kuohszin (Qingdaói Guoxin) Stadion |
| 2016   | 2         | 30 | 19 | 2  | 9  | 52 | 42 | 10  | 59   | 3  | R2      | DNQ        | DNQ             | 6992           | Csingtaói Kuohszin (Qingdaói Guoxin) Stadion |
| 2017   | 2         | 30 | 16 | 4  | 10 | 56 | 40 | 16  | 52   | 4  | R3      | DNQ        | DNQ             | 5997           | Csingtaói Kuohszin (Qingdaói Guoxin) Stadion |
| 2018   | 2         | 30 | 13 | 10 | 7  | 63 | 44 | 19  | 49   | 4  | R3      | DNQ        | DNQ             | 6638           | Csingtaói Kuohszin (Qingdaói Guoxin) Stadion |
| 2019   | 2         | 30 | 17 | 6  | 7  | 59 | 36 | 23  | 57   | 1  | R4      | DNQ        | DNQ             |                | Csingtaói Kuohszin (Qingdaói Guoxin) Stadion |

|   | Élvonal       |
|   | Másodosztály  |
|   | Harmadosztály |
| 1 | Győztes       |
| 2 | 2. hely       |
| 3 | 3. hely       |
|   | Kiesett       |

| Ázsia - Csü Po (Qu Bo) - Van Hou-liang (Wan Houliang) - Csiang Kun (Jiang Kun) - Csang Csia-csi (Zhang Jiaqi) - Teng Csuo-hsziang (Deng Zhuoxiang) - Vang Tung (Wang Dong) - Godfred Karikari Afrika - Kelly Youga - Yaya Touré Európa - Vladimir Voskoboinikov - Goran Gogić - Đorđe Rakić 1. 2. 3. 4. 5. 6. 7. 8. 9. 10. 11. 12. |